# Anapisona pecki
Espèce
Anapisona pecki est une espèce d'araignées aranéomorphes de la famille des Anapidae.

## Distribution
Cette espèce est endémique d'Équateur. Elle se rencontre dans les provinces de Pichincha, de Santo Domingo de los Tsáchilas et de Cotopaxi.

## Description
La femelle holotype mesure 1,30 mm.
Le mâle décrit par Dupérré et Tapia en 2018 mesure 1,23 mm.

## Étymologie
Cette espèce est nommée en l'honneur de Stewart B. Peck.

## Publication originale
- Platnick & Shadab, 1979 : A review of the spider genera Anapisona and Pseudanapis (Araneae, Anapidae). American Museum Novitates, no 2672, p. 1-20 (texte intégral).